# 旧金山轻轨
旧金山轻轨（英語：Muni Metro）是一个在加州旧金山的準地鐵系统。由旧金山市交通局（San Francisco Municipal Transportation Agency（SFMTA））旗下的部门旧金山城市铁路局负责管理。日均客流量为162,400人次，目前为美国第二繁忙的轻轨系统。
以前旧金山有很多传统的有轨电车，旧金山和许多其它城市一样在二战结束后都开始把有轨电车转换成公共汽车，直到20世纪70年代只有五条线被保留了下来，被保留下来的几条线由於通過隧道或行經電車專用路段（reserved right-of-way）而得以保留。最终在1980这些线被换为轻轨电车并在市場街地鐵举办了庆祝仪式。近期该系统經历了扩张其中最引人注目的是第三街轻轨项目，这个项目于2007年完成；目前正在进行的延伸项目有中央地鐵。
该系统有115.1公里标准轨距的轨道、七条轻轨线（六条常规线路和一条只在高峰时运行的线路）、三条隧道、九个地铁站，二十四个地面车站以及八十七个地面停靠点。该系统有151辆轻轨车辆由安萨尔多百瑞达制造。

## 系统

### 路线
|  |      |          |                                  |                                     |
|  | 线路 | 开通年份 | 起訖站                           | 起訖站                              |
|  | J線  | 1917     | 內河碼頭站                       | 巴爾波亞公園站                      |
|  | K線  | 1918     | 內河碼頭站                       | 巴爾波亞公園站                      |
|  | L線  | 1919     | 內河碼頭站                       | 46th Avenue and Wawona 舊金山動物園 |
|  | M線  | 1925     | 內河碼頭站                       | San Jose and Geneva 巴爾波亞公園站  |
|  | N線  | 1928     | 舊金山第4街及國王街站 （每日）   | Judah and La Playa 大洋灘           |
|  | S線  | 2002     | 內河碼頭站 西隧道口站 （比赛日） | 卡斯楚街站 加州火車機廠 （比赛日）  |
|  | T線  | 2007     | 西隧道口站                       | 森尼戴爾站                          |

### 票价和运营
旧金山公车和轻轨的票价是：成年人2.25美元，长者和残障人士及17岁以下0.75美元(2015年7月1日後改為1美元)。